# Balsaminol B
Balsaminol B是在胶苦瓜中发现的一种葫芦烷三萜，与葫芦素相关，由C. Ramalhete于2009年分离。Balsaminol B是一种无定型粉末，易溶与甲醇和乙酸乙酯，不溶于正己烷，浓度为50μM时具有细胞毒性。